# Галлоп Абрам Григорович
Галлоп Абрам Григорович (1882 — ? після 1931)

Член РСДРП з 1902. До 1904 р. перебував на еміграції у Німеччині. Влітку 1905 заарештований в Одесі та засланий до Вологодської губернії. Із засланні утік та проживав нелегально у Москві, де був знову заарештований. З грудня 1905 по квітень 1906 р. проживав у Санкт-Петербурзі. Знову заарештований, засланий у Твер, звідки утік закордон. З 1912 р. проживав у Сімферополі, організував профспілку банківських працівників.
З 1915 р. — у Москві, голова Спілки службовців та робітників Військово-Промислового Комітету.
1917 р. — депутат Московської ради робітничих та солдатських депутатів, заступник міського голови Сімферополя. Кандидат у члени Всеросійських установчих зборів.
Член Ради народних представників Таврійської губернії.
В 1931 р. фігурував у справі «Союзного бюро меншовиків». Подальша доля невідома.
Дружина — Виставкіна-Галлоп Катерина Володимирівна.